# Francesco Maria Bolognini

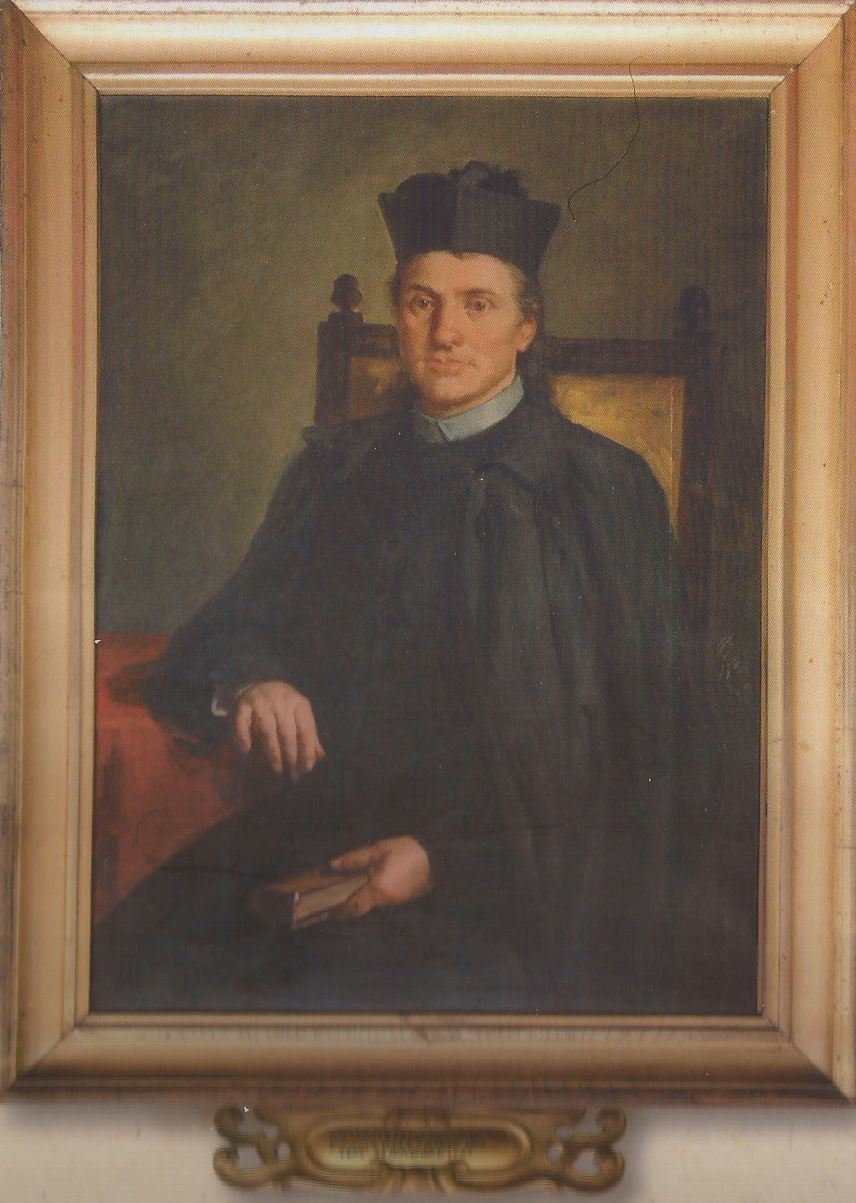
Ritratto di Francesco Maria Bolognini. Custodito presso l'asilo da lui fondato in Seriate. Non sono pervenute ad oggi fotografie del sacerdote.

Francesco Maria Bolognini (Seriate, 17 agosto 1723 – Seriate, 7 marzo 1800) è stato un presbitero italiano.

## Biografia
Francesco Maria Bolognini nacque in una famiglia di proprietari terrieri; scoprì presto la chiamata alla vocazione sacerdotale, che esercitò poi per un cinquantennio sul territorio come prete confessore e celebrante presso la chiesa parrocchiale e la chiesetta di san Pietro d’Alcantara, conosciuta anche come chiesa delle Ghiaie, distrutta da una piena del Serio nel 1889.
In vita, avute in eredità cospicue rendite, impegnò tutte le sue risorse per un progetto cristianamente rivolto all’ educazione scolastica ed alla cura dei malati poveri. Introdusse l'istruzione primaria per maschi e femmine, assumendosene tutto l'onere finanziario, prima con il reperimento delle aule e poi con il pagamento degli stipendi agli insegnanti, nonché con l'acquisto di materiale didattico. 
Volle un medico ed un chirurgo residenti a Seriate, incaricati di visita ed assistenza ai poveri, stipendiati ed alloggiati a sue spese. Fornì gratuitamente agli infermi residenti nel paese i medicinali essenziali per combattere le malattie allora più diffuse (pellagra, scrofola, tubercolosi).
Con le sue ultime volontà lasciò “ stabili, mobili, capitali, denari”, tutti da convogliare in un’opera benefica che da lui prenderà il nome di Luogo Pio Bolognini.
Morì a Seriate il 7 marzo 1800 e fu sepolto nella chiesa parrocchiale.
Nella città di Seriate sono a lui intitolati un asilo (aperto nel 1900 e tuttora funzionante), una piazza (dove furono aperte le prime scuole), l’ospedale (scorporato dal Luogo Pio con la riforma sanitaria statale del 1970).